# Ussel (Lot)
Ussel település Franciaországban, Lot megyében. Lakosainak száma 96 fő (2022. január 1.). Ussel Francoulès, Lamothe-Cassel, Mechmont, Montamel, Nadillac és Les Pechs-du-Vers községekkel határos.

## Népesség
A település népessége az elmúlt években az alábbi módon változott:
| Lakosok száma | 88   | 71   | 55   | 71   | 80   | 85   | 95   | 99   | 99   | 96   |
|               | 1968 | 1982 | 1990 | 2006 | 2013 | 2015 | 2017 | 2019 | 2020 | 2022 |